# Ella Langley
Ella Langley (* 3. Mai 1999 in Hope Hull, Alabama; eigentlich Elizabeth Camille Langley) ist eine US-amerikanische Countrysängerin. 2024 schaffte sie ihren Durchbruch mit ihrem Debütalbum und dem Song You Look Like You Love Me.

## Biografie
Ella Langley wuchs im ländlichen Alabama in einer musikalischen Familie auf. Willie Nelson und Stevie Nicks und später Chris Stapleton und Jamey Johnson waren ihre Einflüsse, die sie in der Entwicklung einer eigenen Musikkarriere prägten. Sie trat in Städten wie Auburn und der Hauptstadt Montgomery auf und ging schließlich 2019 für eine professionelle Musikkarriere nach Nashville.
Ihre eigenen Songs veröffentlichte sie über Social Media und mit ersten Singles wie If You Have To und Damn You erreichte sie bereits millionenfache Abrufe. Sie unterschrieb aber auch einen Songwriting-Vertrag und war an fünf Songs auf dem Album Come Get Your Wife von Elle King beteiligt, das auf Platz 11 der Countrycharts kam.
Ihr erster eigener größerer Erfolg war 2022 der Song Country Boy’s Dream Girl, für den sie eine Goldene Schallplatte bekam. Im Jahr darauf hatte sie ihren ersten Auftritt in der Grand Ole Opry. Außerdem veröffentlichte sie ihre erste EP Excuse the Mess, die wieder hohe Streamingabrufzahlen erreichte. Der endgültige Durchbruch kam im Sommer 2024 mit der Single You Look Like You Love Me mit Riley Green als Begleitsänger. Das Lied wurde ein Nummer-eins-Radiohit bei den Countrysendern und stieg bis auf Platz 30 der offiziellen US-Singlecharts. Auch in anderen englischsprachigen Ländern war es erfolgreich. Es erreichte Platin. Kurz darauf folgte ihr Debütalbum Hungover und im November die Deluxe Edition Still Hungover. Sie brachte Langley unter die Top 50 der Albumcharts und verschaffte ihr mit Weren’t for the Wind ihren zweiten Charthit.

## Diskografie
Alben
- Excuse the Mess (EP, 2023)
- Hungover (2024)

Lieder
- If You Have To (2021)
- Damn You (2022)
- Hey Ma I Made It (2022)
- Country Boy’s Dream Girl (2022; US: Gold)[2]
- That’s Why We Fight (mit Koe Wetzel, 2023)
- You Look Like You Love Me (featuring Riley Green, 2024)
- Paint the Town Blue (2024)
- Girl You’re Taking Home (2024)
- Don’t Mind If I Do (2024) (Riley Green featuring Ella Langley)
- Weren’t for the Wind (2025)